# 八穀增十二
鹿豹座15，又名BD+57 874，HD 34233、SAO 25125、HR 1719，是鹿豹座的一颗恒星，视星等为6.13，位于銀經152.71，銀緯11.75，其B1900.0坐标为赤經5h 10m 50.1s，赤緯+58° 11.75′ 35″。